# Burnsville (Carolina do Norte)
Burnsville é uma cidade  localizada no estado norte-americano de Carolina do Norte, no Condado de Yancey.

## Demografia
Segundo o censo norte-americano de 2000,  sua população era de 1623 habitantes. Em 2006, foi estimada uma população de 1649, um aumento de 26 (1.6%).

## Geografia
De acordo com o United States Census Bureau,  Burnsville tem uma área de 4,1 km², dos quais 4,1 km² cobertos por terra e 0,0 km² cobertos por água. Localiza-se a aproximadamente 911 m acima do nível do mar.

## Localidades na vizinhança
O diagrama seguinte representa as localidades num raio de 28 km ao redor de Burnsville. 